# Myrtle Cook

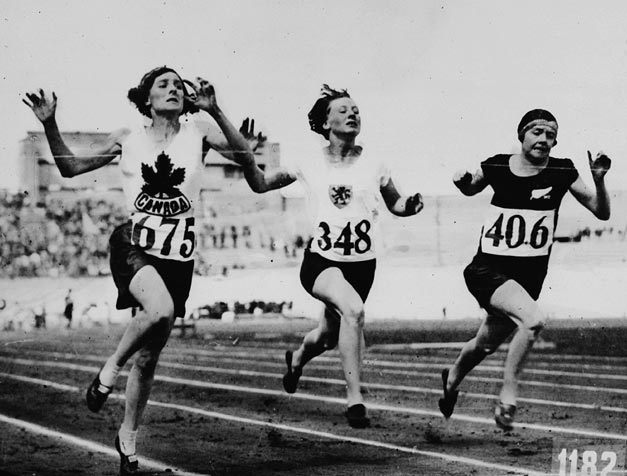
Myrtle Cook (links) gewinnt 1928 ihren Vorlauf

Myrtle Alice Cook, nach Heirat McGowan (* 5. Januar 1902 in Toronto, Ontario; † 18. März 1985 in Elora, Ontario), war eine kanadische Leichtathletin und Olympiasiegerin.
Myrtle Cook betätigte sich in vielen Sportarten wie: Tennis, Eishockey, Basketball, Bowling und Radfahren. Im Alter von 15 Jahren wurde sie in das nationale Leichtathletikteam aufgenommen. Cook gehörte zu denen, die in den 1920er Jahren die Barrieren der Frauen in der Politik und dem Sport niederrissen. 1923 war sie eine der Mitinitiatorinnen des Toronto Ladies Athletic Club, ausschließlich für Damen. Die öffentlichen Diskussionen über die Entsendung von sechs Frauen durch das COC (Canadian Olympic Committee) waren nach den Erfolgen der Damen abrupt beendet. Cook stellte in Halifax einen der ersten Weltrekorde im 100-Meter-Lauf auf und war die Favoritin in dieser Disziplin für die kommenden Olympischen Spiele. Dabei wurde sie allerdings nach zwei Fehlstarts disqualifiziert. Nach der Rückkehr der kanadischen Mannschaft wurden in Toronto und Montréal Paraden für die Damen abgehalten. Die Presse berichtete von 200.000 Menschen in den Stadien und 100.000 entlang der Paraden. Cook blieb kanadische Meisterin über 100 Meter und über 60 Yards bis 1931.
Cook gehörte mit Fanny Rosenfeld, Jean Thompson, Ethel Smith, Florence Bell und Ethel Catherwood bei den Olympischen Spielen 1928 in Amsterdam zu denen zu Anfang von der Presse belächelten The Matchless Six. Am Ende der Wettkämpfe stellte sich jedoch heraus, dass gerade diese sechs Damen der kanadischen Olympiamannschaft die meisten Medaillen für ihr Land geholt hatten, auch mehr als die Herren. Cook gewann die Goldmedaille im 4-mal-100-Meter-Staffellauf zusammen mit ihren Teamkolleginnen Fanny Rosenfeld, Ethel Smith und Florence Bell vor dem Team der US-Amerikaner (Silber) und dem Team der Deutschen (Bronze).
1932 gründete sie zusammen mit Hilda Strike, der olympischen Silbermedaillengewinnerin von 1932, den Mercury Athletic Club. Ab dieser Zeit beschäftigte sie sich in der Förderung weiblicher Athleten und in der Förderung des Sports für Damen. Kurze Zeit darauf wurde sie als Co-Trainer der Montreal Royals berufen, einem professionellen männlichen Baseballteam, um mit ihnen das Lauftraining zu üben. Auch wurde sie eine gefragte Sportjournalistin und bekam in der Zeitung Montreal Star eine eigene Kolumne, die In the Women’s Sport Light. Von 1932 bis 1972 war sie ständiges Mitglied im Komitee der Commonwealth Games und im kanadischen Nationalen Olympischen Komitee.